# Raija Siekkinen
Raija-Liisa Siekkinen, född 11 februari 1953 i Kotka, död där 7 februari 2004, var en finländsk författare.
Siekkinen avlade kandidatexamen i humanistiska vetenskaper 1981. Hon blev uppmärksammad för sina noveller, författade på ett symbolmättat språk. Bland hennes verk märks Pieni valhe (1986), Metallin maku (1992) och Kalliisti ostetut päivät (2003). Hon belönades med Runebergspriset 1993. Flera av hennes böcker finns utgivna i svensk översättning.